# Ryan Briscoe
Ryan Briscoe, född 21 september 1981 i Sydney, Australien, är en australisk racerförare.

## Racingkarriär
Briscoe vann gokartmästerskap i Australien, USA och Italien innan han bytte till att tävla i Formel Renault, och han vann det italienska mästerskapet 2001. Han fick sedan kontrakt med Toyota i formel 1 som testförare. 2002 körde han i formel 3000, men lyckades inget vidare och avslutade säsongen i det tyska F3-mästerskapet. När serien ombildades till F3 Euroseries fortsatte Briscoe där och vann titeln 2003 efter en strålande säsong. Tyvärr för honom så fanns det ingen plats i F1 just då, medan Christian Klien, som kom tvåa fick en körning med Jaguar tack vare sponsorpengar. Han var testförare för både Toyota och Jordan året därpå, men fick inget kontrakt och flyttade till USA.
2005 i IndyCar var en mardröm för Briscoe, som hade fått ett kontrakt med det stora stallet Ganassi, och hade hoppats på en bra bil. Han hamnade dock i ett uselt paket, vilket bevisades av att supertalangen Scott Dixon; som var hans stallkamrat, och hade mer erfarenhet, blev elva i mästerskapet. Briscoe slutade på nittonde plats, trots att han tog en sensationell pole på Sears Point. Ganassi valde dock att dyrt värva mästaren Dan Wheldon från Andretti Green Racing. Briscoe bröt även nyckelbenet och skadade sig ganska illa i en krasch på Chicagoland Speedway.
2006 var ett händelselöst år vad gäller mästerskapsjakt, men eftersom han var en av de allra bästa racerförarna utan jobb var han ett jagat byte för inhopp. Han körde fyra IndyCar-race för Dreyer & Reinbold Racing, och kom på pallen i svåra förhållanden på Watkins Glen. Han körde även de två sista tävlingarna i Champ Car, och dessutom ställde han upp i Bathurst 1000 hemma i Australien, dock utan framgång, vilket kan förklaras med att han aldrig hade kört en touring car förut. Till 2007 flyttade han till Penske och American Le Mans Series, där han blev tvåa totalt.
2008 gav äntligen Briscoe den chans han förtjänade. Han fick köra hela säsongen för Penskes IndyCar-team. Inledningsvis gick dock allting fel för Briscoe, som råkade ut för ett antal remarkabla incidenter, bl.a. en krasch på det första varvet på Twin Ring Motegi. Det lossnade dock med segern på Milwaukee. Han följde upp det genom att bli trea på Texas Motor Speedway veckan efteråt, och genom att avancera i tabellen. Han vann även på Mid-Ohio, och kom på pallen vid ett flertal tillfällen, vilket gav honom en femteplats i mästerskapet.
Under 2009 blev Briscoe på allvar en av mästerskapets stora stjärnor. Han vann premiären i Saint Petersburg, och sedan efter jämna målgångar på såväl Kentucky och Chicagoland. Flera tävlingar med otur, och ett och annat självförvållat misstag gjorde dock att en briljant avslutning på Homestead inte räckte, utan Briscoe blev snuvad på vinsten och titeln av Dario Franchitti (som sparade bränsle till ett mindre depåstopp). Briscoe slutade trea bakom Scott Dixon, men hade vunnit sammanlagt vid racevinst.

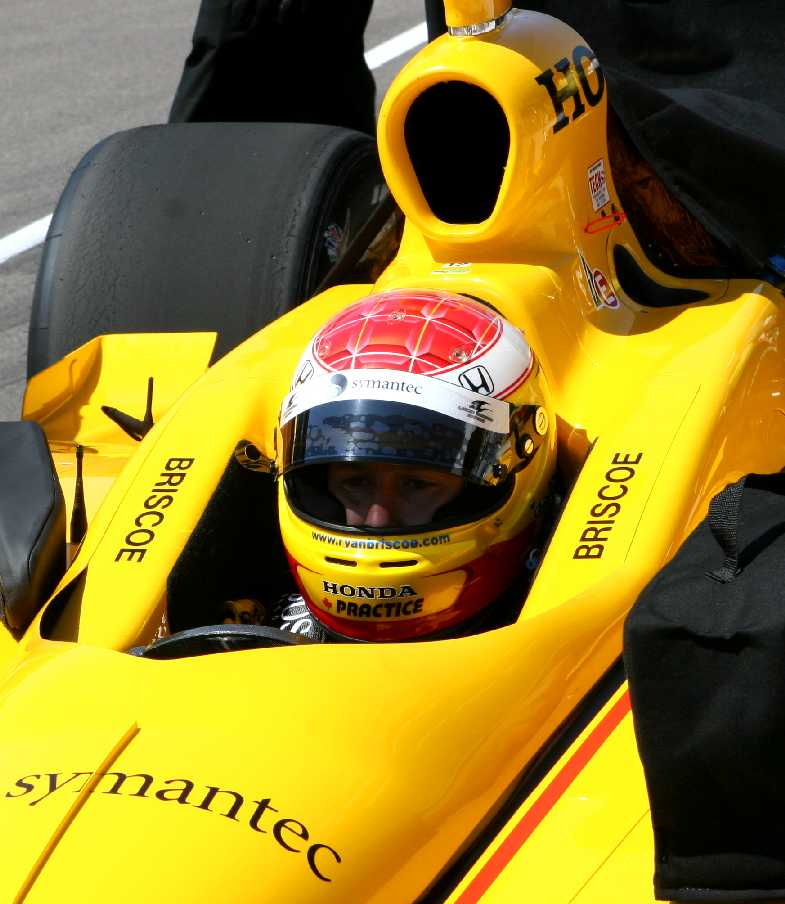
Ryan Briscoe i Indy 500 2007

## IndyCar

### Säsonger
| År   | Team              | Plats | Segrar | Tvåa | Trea | Poäng |
| ---- | ----------------- | ----- | ------ | ---- | ---- | ----- |
| 2005 | Ganassi           | 19    | 0      | 0    | 0    | 232   |
| 2006 | Dreyer & Reinbold | 21    | 0      | 0    | 1    | 83    |
| 2007 | Luczo-Dragon      | 24    | 0      | 0    | 0    | 30    |
| 2008 | Penske            | 5     | 2      | 1    | 2    | 447   |

### Segrar
| Nr | Bana             | År   |
| -- | ---------------- | ---- |
| 1  | Milwaukee        | 2008 |
| 2  | Mid-Ohio         | 2008 |
| 3  | Saint Petersburg | 2009 |
| 4  | Kentucky         | 2009 |
| 5  | Chicagoland      | 2009 |

### Andraplatser
| Nr | Bana         | År   |
| -- | ------------ | ---- |
| 1  | Milwaukee    | 2009 |
| 2  | Texas        | 2009 |
| 3  | Iowa         | 2009 |
| 4  | Watkins Glen | 2009 |
| 5  | Toronto      | 2009 |
| 6  | Mid-Ohio     | 2009 |
| 7  | Sears Point  | 2009 |
| 8  | Homestead    | 2009 |

### Tredjeplatser
| Nr | Bana         | År   |
| -- | ------------ | ---- |
| 1  | Watkins Glen | 2006 |
| 2  | Texas        | 2008 |
| 3  | Chicagoland  | 2008 |